# رباعي هيدرو البيوبتيرين
رباعي هيدرو البيوبتيرين (ملاحظة 1) هو مركب كيميائي عضوي يلعب دور عامل مرافق في إنزيم هيدروكسيلاز الحمض الأميني العطري المعتمد على البيوبتيرين.
لهذا المركب دور مهم أيضاً في تكسير الحمض الأميني فينيل ألانين؛ وفي الاصطناع الحيوي لعدد من النواقل العصبية مثل السيروتونين والميلاتونين والنورإبينفرين (النورأدرينالين) والأدرينالين؛ بالإضافة إلى دوره في تشكيل أحادي أكسيد النيتروجين بواسطة مخلقة أكسيد النتريك.
تعتمد البنية الكيميائية للمركب على صيغة مختزلة من البيوبتيرين، والمشتقة بدورها من حلقة البتيريدين.

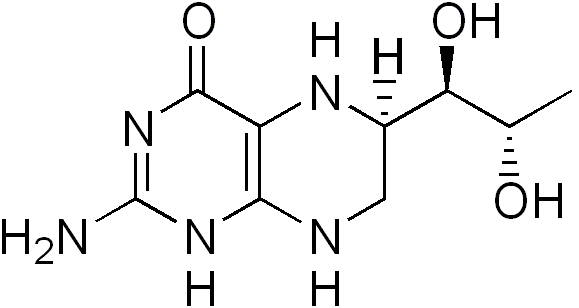
الصيغة الكيميائية لرباعي هيدرو البيوبتيرين

## هوامش
- ملاحظة 1: 8،7،6،5-رباعي هيدرو البيوبتيرين؛ ويسمى أيضاً سابروبتيرين sapropterin، ويرمز له اختصاراً BH4 أو THB